# سرو زربین سنگان
سرو زربین سنگان درختی از گونه سرو با قدمت ۳۲۱۲ سال است که در استان سیستان و بلوچستان در ۴۵ کیلومتری شهر خاش واقع شده و ارتفاع آن حدود ۳۰ متر و قطر تنه آن ۳ متر است. این سرو به عنوان یکی از آثار طبیعی ملی ایران ثبت شده است. عمر این درخت را در حدود ۲۰۰۰ سال برآورد کرده‌اند.
درختان سرو برای زرتشتیان مقدس بوده و بیشتر به‌دستِ موبدان کاشته می‌شدند و به همین دلیل پس از اسلام، مردم منطقه برای اینکه این درخت را از بین نبرند از آن به نام درختِ میر عُمَر یاد می‌کردند و بعدها به نام سُل نامگذاری شد. در گذشته مردم از این درخت به عنوانِ زیارتگاه و مکانی برای طلبیدنِ مراد و خواسته‌های خود استفاده می‌کرده‌اند.